# Sandra Czok
Sandra Czok (* 29. März 1990 in Hannover) ist eine deutsche Laienschauspielerin, Content Creator, Model und Unternehmerin. Sie gewann 2015 den Titel zur Miss Herbst, 2017 den Titel Shopping Queen Hannover durch die gleichnamige TV-Show und gehörte von 2020 bis 2022 in der Rolle „Anna Sommer“ zum Hauptcast der deutschen Scripted-Reality-Soap Krass Schule – Die jungen Lehrer, die bei RTL II ausgestrahlt wird.

## Werdegang
Sandra Czok bekam in der Kardinal-Galen-Grundschule frühzeitig Kontakt zur Bühne und machte ihre erste Erfahrung in einigen Schulaufführungen, sowie durch regelmäßige Auftritte beim Gardetanz. 2010 folgte eine Ausbildung zur Kauffrau für Marketingkommunikation bei DRIVE – Die Medienagentur in Hannover. Hier arbeitete sie zunächst als Junior Projektmanagerin, bis 2013 schließlich ein Studium an der Ostfalia – Hochschule für angewandte Wissenschaften mit dem Studienfach Medienmanagement begann. Sie startete 2014 als Content Creator im Bereich Travel, Fashion und Lifestyle. Czok nahm zudem noch während des Studiums eine Tätigkeit im Bereich Marketing der Ernst-August-Galerie Hannover an. Diese intensivierte sie 2016 mit ihrem Abschluss (Medienmanagement B.A.) in Vollzeit und wurde danach Online-Marketing-Managerin des Shoppingcenters. Die Zusammenarbeit mit der Miss Germany Corporation, die Organisation von Social-Media-Kampagnen, oder die Planung von Fotoshootings zählten zu ihren Aufgaben. 2015 gewann Czok den Titel zur Miss Herbst bei einem Schönheitswettbewerb der Neuen Presse. 2017 gründete sie ihre eigene Social-Media-Agentur Majoli Agency und setzte diverse Projekte um. Die Konferenz Rock the Blog fand in Zusammenarbeit mit Steven A. Zielke 2017 auf der CeBIT in Hannover statt.
Czok gewann 2017 den Titel Shopping Queen Hannover in der Doku-Soap Shopping Queen, die montags bis freitags auf VOX ausgestrahlt wird. 2018 nahm sie an der Spezialsendung Shopping Queen des Jahres teil, welche von Guido Maria Kretschmer moderiert wird. Sie sicherte gemeinsam mit ihrer Shoppingbegleitung Fernanda Brandão den dritten Platz. Beide Sendungen werden von Constantin Entertainment produziert.
Von 2020 bis 2021 gehörte Czok in der Rolle Anna Sommer zum Hauptcast der deutschen Scripted-Reality-Soap Krass Schule – Die jungen Lehrer, die bei RTL II ausgestrahlt wird. Das Format wird von La Paloma TV GmbH und RedSeven Entertainment produziert.
2022 nahm Czok an der Doku-Soap Zwischen Tüll und Tränen, die von 99pro produziert und von VOX ausgestrahlt wird, teil und ließ sich beim Kauf ihres Brautkleides begleiten. Im Juli 2022 wurden zudem die letzten 20 Folgen der Serie Krass Schule – die jungen Lehrer" bei RTLZWEI ausgestrahlt. Im Rahmen der Sendung Unser Mallorca mit Birgit Schrowange von Sat.1 ließ sich Czok bei ihrem Junggesellinnenabschied begleiten. Die Doku-Serie wird von Redsevenentertainment produziert. Im Sommer 2022 testete Czok für die neue Rankingshow "Krass & Crazy" ein Romantikhotel, welche in Primetime bei RTLZWEI ausgestrahlt wurde.